# Elfenbeinturm
Der Elfenbeinturm ist die Metapher eines geistigen Ortes der Abgeschiedenheit und Unberührtheit von der Welt.

## Begriffsherkunft

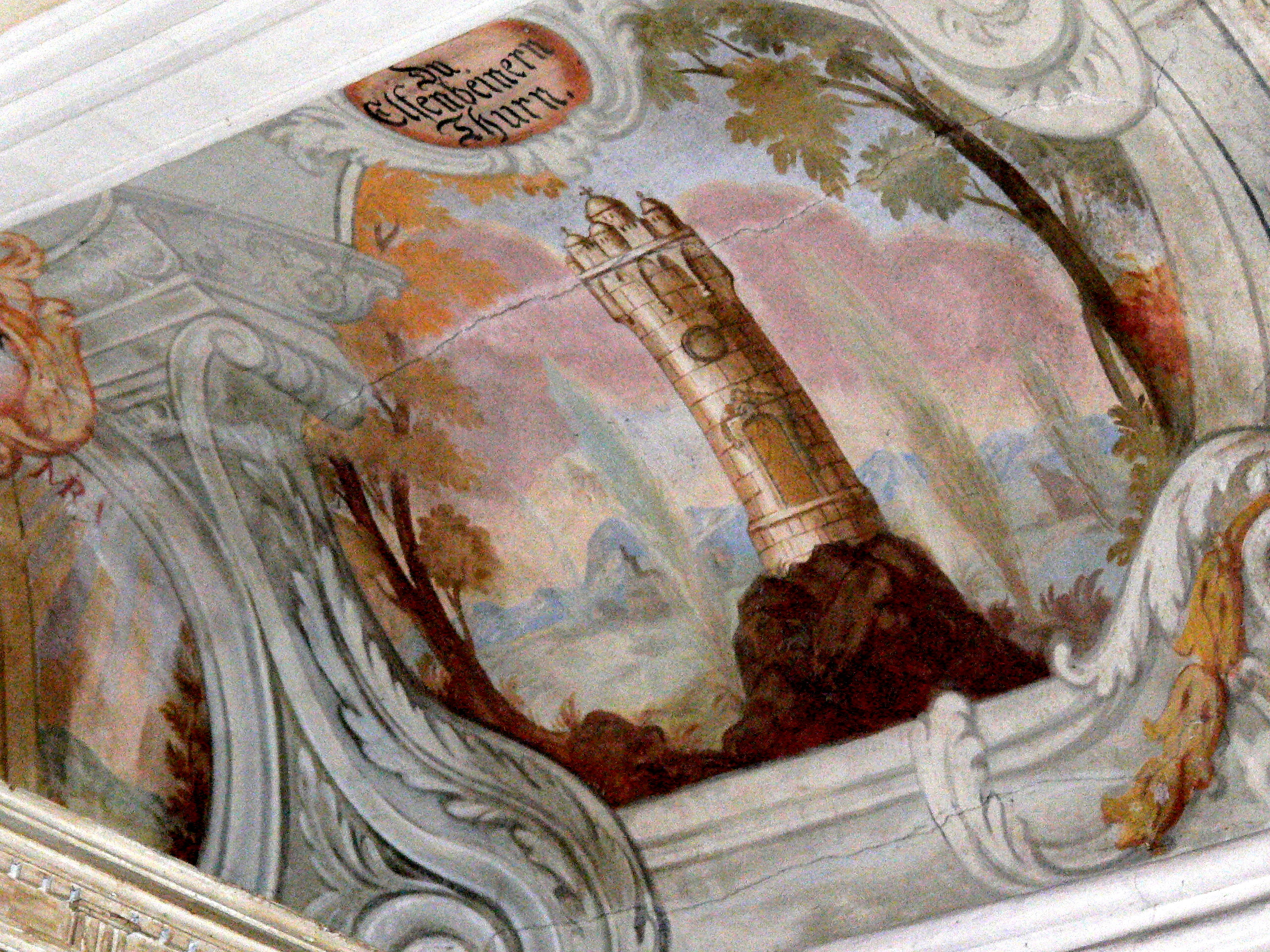
Anrufung Marias als elfenbeinerner Turm auf einem Fresko in der Frauenkapelle in Altenmarkt (Osterhofen)

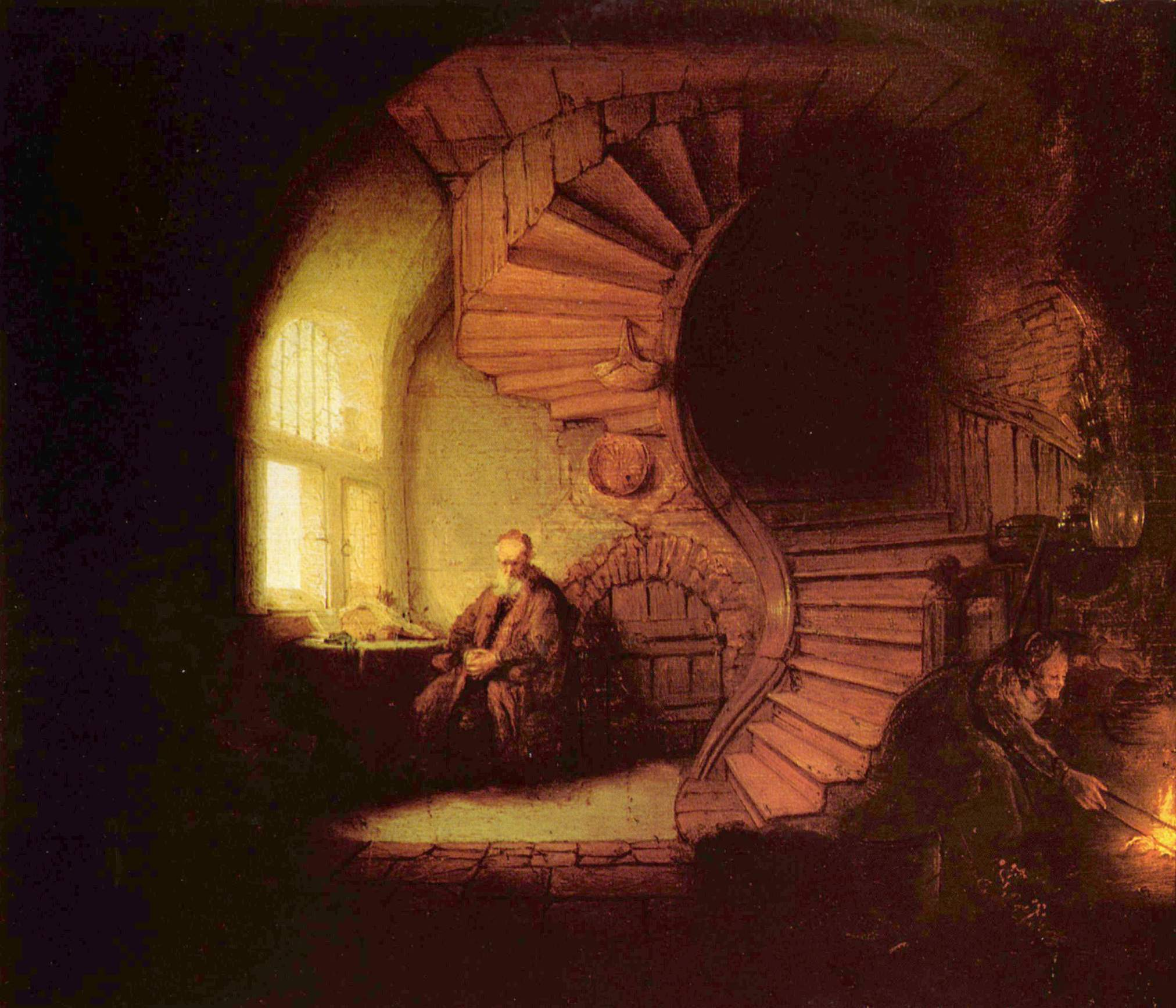
Rembrandt van Rijn, „Der Philosoph“ (1633) – Darstellung eines Innenraums des Elfenbeinturms

Er hat seinen Ursprung als elfenbeinerner Turm im biblischen Hohen Lied 7,5 : „Dein Hals ist ein Turm aus Elfenbein“. Da Elfenbein in der christlichen Tradition als Symbol edler Reinheit gilt, ruft man die Jungfrau Maria in der Lauretanischen Litanei auch mit dem Attribut „Du elfenbeinerner Turm“ an.
Das heute übliche Verständnis des Elfenbeinturms als immaterieller Ort der Abgeschiedenheit und Unberührtheit, an dem sich vor allem Literaten und Wissenschaftler aufhalten, entstand im Laufe des 19. Jahrhunderts in Europa. Der früheste Beleg findet sich beim französischen Literaturkritiker und Schriftsteller Charles-Augustin Sainte-Beuve etwa in der Mitte des 19. Jahrhunderts, der es mit der Rede vom Elfenbeinturm auf eine literaturkritische Beschreibung eines möglichen Autorenstandpunkts absah. Im deutschen Sprachgebrauch ist der Elfenbeinturm in dieser Bedeutung zu Beginn des 20. Jahrhunderts erstmals nachweisbar. In den 1950er und 1960er Jahren diente er insbesondere als Symbol für die Reformbedürftigkeit der deutschen Universitäten. So stellte etwa der Verband Deutscher Studentenschaften den 6. Deutschen Studententag 1960 unter das programmatische Motto Abschied vom Elfenbeinturm.

## Heutiges Begriffsverständnis
Forschung und Produktion von Kunst im Elfenbeinturm kennzeichnet einen Intellektuellen, der einzig für seine Aufgabe lebt und sich nicht um die gesellschaftlichen Folgen seiner Tätigkeit kümmert, sondern nur nach wissenschaftlicher und künstlerischer Wahrheit sucht. In seinem Buch Gegen den Strich etwa beschreibt Joris-Karl Huysmans das Leben eines degenerierten Aristokraten, der sich vor der Gesellschaft in einen selbstgeschaffenen Elfenbeinturm zurückzieht. Das Buch gilt als „Bibel der Dekadenz“ (vgl. auch l’art pour l’art). In dieser Verwendung mischt sich in dem Ausdruck Spott über einen weltabgeschiedenen Gelehrten mit der Bewunderung für einen Menschen, der sich mit all seiner Kraft einer edlen Aufgabe (deshalb Elfenbein) widmet.
Heute überwiegt der negative Beigeschmack des Begriffs. Dieser bezieht sich auf einen Habitus von Fachleuten, der darin besteht, dass die innerhalb der Disziplinen herrschende extreme Spezialisierung in Bezug auf die fachfremde Außenwelt nicht als kommunikatives Problem erkannt werden will.
Mit einfacheren Worten: In vielen Fachgebieten haben deren Vertreter eine stark spezialisierte Fachsprache entwickelt, die von Nichteingeweihten kaum oder gar nicht verstanden wird. Trotzdem wird diese Fachsprache dann in der Kommunikation mit der Allgemeinheit verwendet, obwohl oder gerade weil man weiß, dass man als Fachmann auf diesem Wege unverstanden bleibt. Vielmehr wird die Tatsache, dass auch ein überdurchschnittlich gebildeter Bürger das betreffende Fachgebiet über die fachspezifische Sondersprache nicht unbedingt verstehen kann, als unvermeidliche – manchmal auch begrüßenswerte – Tatsache hingenommen. Die Suche nach kommunikativen Lösungen, um Verständigungsprobleme zwischen Wissenschaft, Fachleuten und Gesellschaft zu überwinden, wird entweder abgelehnt oder entsprechende Vorschläge werden mit dem Argument „populärwissenschaftliche Darstellung“ als minderwertig abqualifiziert. Dieses Phänomen wird besonders bei der Medizinersprache hart kritisiert, deren oft patientenfeindliche Ausdrucksweise nach R.M. Epstein als eine wesentliche Ursache der mangelnden Therapietreue (Non-Compliance) gesehen und u. a. auf ärztliche Eitelkeit, Unfähigkeit zur Kommunikation bzw. auf das Bedürfnis nach fachlicher Abgrenzung vom Patienten interpretiert wird (siehe auch Paternalismus).
Auch die sogenannte Selbstreferenzialität wird mit dem Elfenbeinturm in Verbindung gebracht, also der Versuch, Quellen und Verweise als objektive Untermauerung des Standpunktes zu nennen, die aber letzten Endes direkt oder indirekt aus eigener Feder stammen.

## Debattenbeiträge
- Heiko Eckard: Das Geheimnis des Elfenbeinturms: Geschichten zur Geschichte der Philosophie. 2005.
- Jean Lindemann: Nachrichten aus dem Elfenbeinturm. 52 Essays über die Naturwissenschaften. 1998.
- Jens Radü: Wachhund im Elfenbeinturm: Investigativer Wissenschaftsjournalismus als mögliche Kontrollinstanz des Wissenschaftssystems. 2008.
- In Michael Endes Die unendliche Geschichte ist der Elfenbeinturm der Ort, in dem die Kindliche Kaiserin Phantásiens wohnt.
- Peter Handke: Ich bin ein Bewohner des Elfenbeinturms. Aufsatzsammlung, 1972.
- Herbert W. Franke: Der Elfenbeinturm, 1965.
- Res Jost: Das Märchen vom Elfenbeinernen Turm. In: Lecture Notes in Physics. Band VIII, Springer, Heidelberg 1995, ISBN 3-540-59476-0.
- Erwin Panofsky: In defence of the ivory tower. In: The Centennial Review, Band 1, No. 2, 157: Seiten 111–122.
- Erwin Panofsky: Zur Verteidigung des Elfenbeinturms. In: Der Architektur-Rabe (Der Rabe Nr. 41), Zürich 1994, S. 147–155 [erstm. ca. 1957].
- Boris Spix: Abschied vom Elfenbeinturm? Politisches Verhalten Studierender 1957–1967, Essen 2008. ISBN 978-3-89861-966-0.
- Verband Deutscher Studentenschaften (Hrsg.): Abschied vom Elfenbeinturm. 6. Deutscher Studententag Berlin 4.-8. April 1960, 2 Bde. (Vorbereitungsreader und Dokumentation), Bonn 1960/61.